# Porte San Gallo
 (janvier 2020).
Si vous disposez d'ouvrages ou d'articles de référence ou si vous connaissez des sites web de qualité traitant du thème abordé ici, merci de compléter l'article en donnant les références utiles à sa vérifiabilité et en les liant à la section « Notes et références ».
La Porta San Gallo fait partie des murs de Florence et est située sur la Piazza della Libertà, en face de l'Arc de Triomphe des Lorraine. 

## Histoire et architecture
C'était l'une des portes de la ville qui supportait le trafic le plus intense, car elle était la plus au nord, reliée à la route de Bologne. Sur la porte, dont les clés sont encore conservées au Musée de Florence, une inscription rappelle la fondation du bâtiment en 1285 à l'instigation du capitaine Guelfe Rolandino da Canossa, tandis qu'une autre célèbre plus tard le passage du roi Frédéric IV du Danemark, qui en 1708 fut présent dans la ville. À l'extérieur, il est décoré de deux marzocchi, ou lions du Parti Guelfe, en pierre, tandis que dans la lunette intérieure il y a des traces d'une fresque avec la Vierge et les saints. 
Immédiatement devant la porte se trouvait le complexe du couvent de San Gallo, l'œuvre de Giuliano Giamberti, qui tirait son surnom de "da Sangallo" du nom du propriétaire. Il a été détruit, ainsi que de nombreux autres, pour libérer le tir des canons placés sur les murs en prévision du siège de Florence. Toujours devant cette porte, dans le lit de galets du Mugnone qui servait de fossé, la célèbre nouvelle de Calandrino se met en quête d'élitropie (Boccace, Décaméron VIII, 3) 

## Autres images

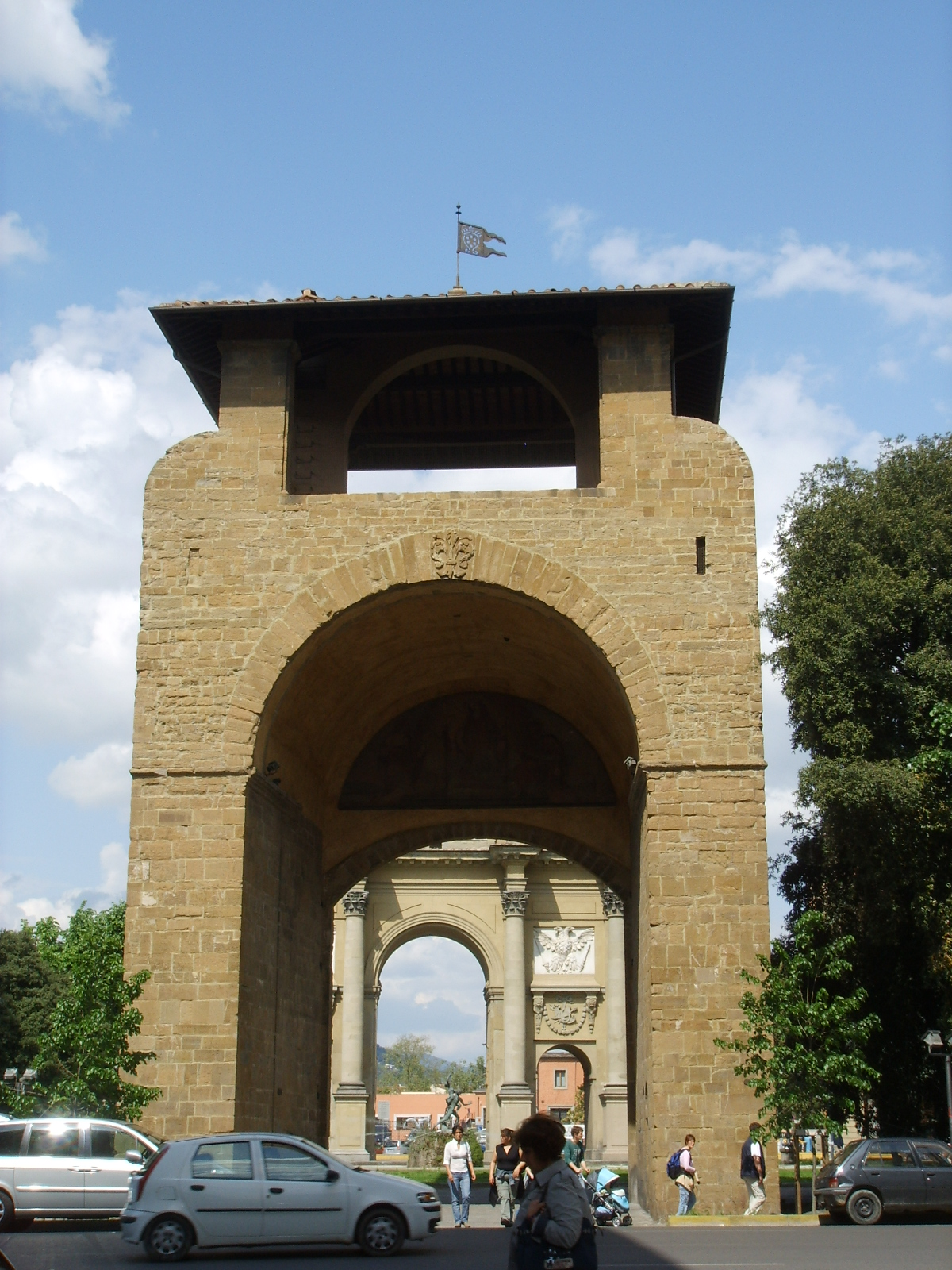
Vue vers la ville
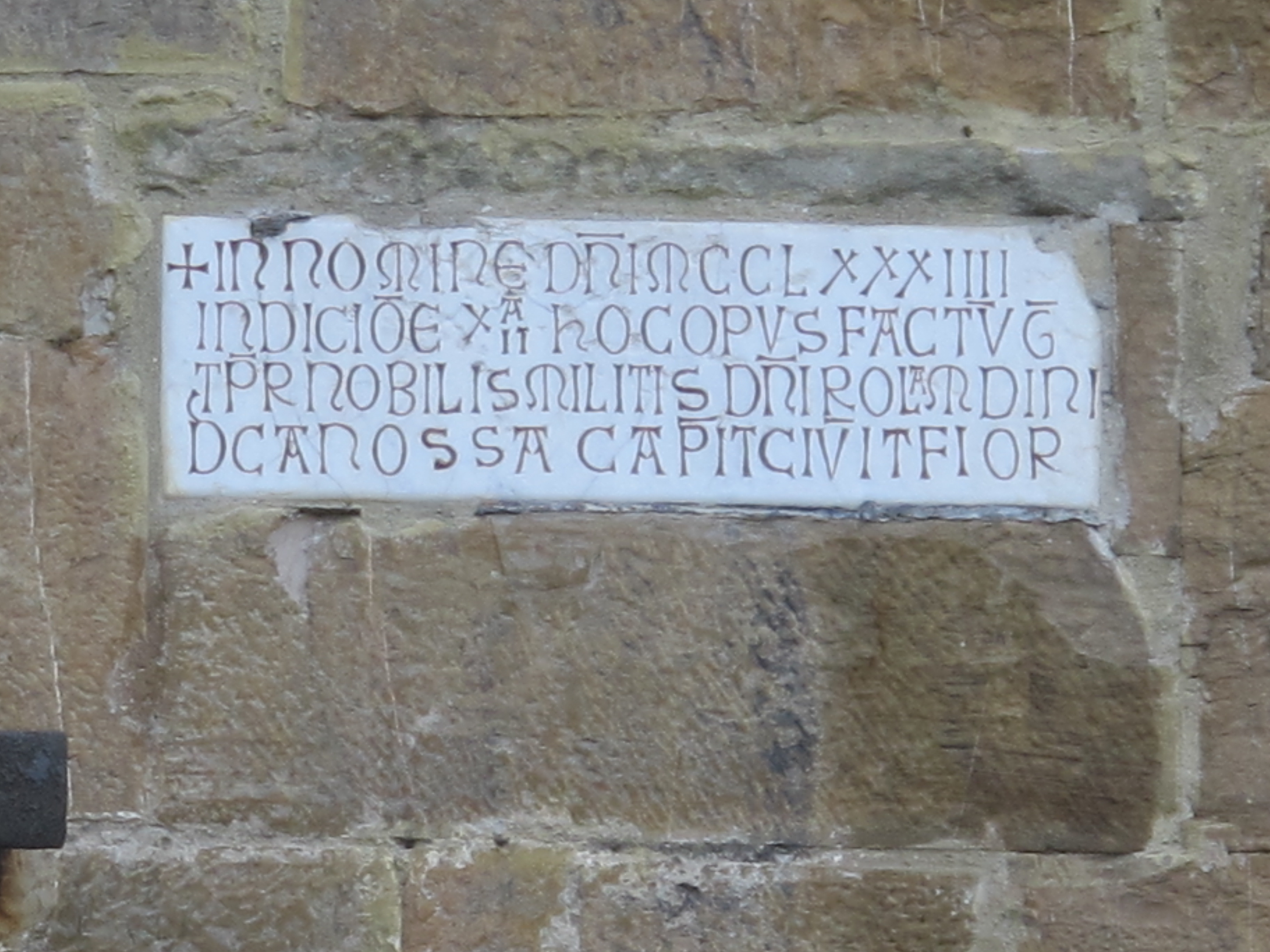
La plaque qui rappelle le bâtiment
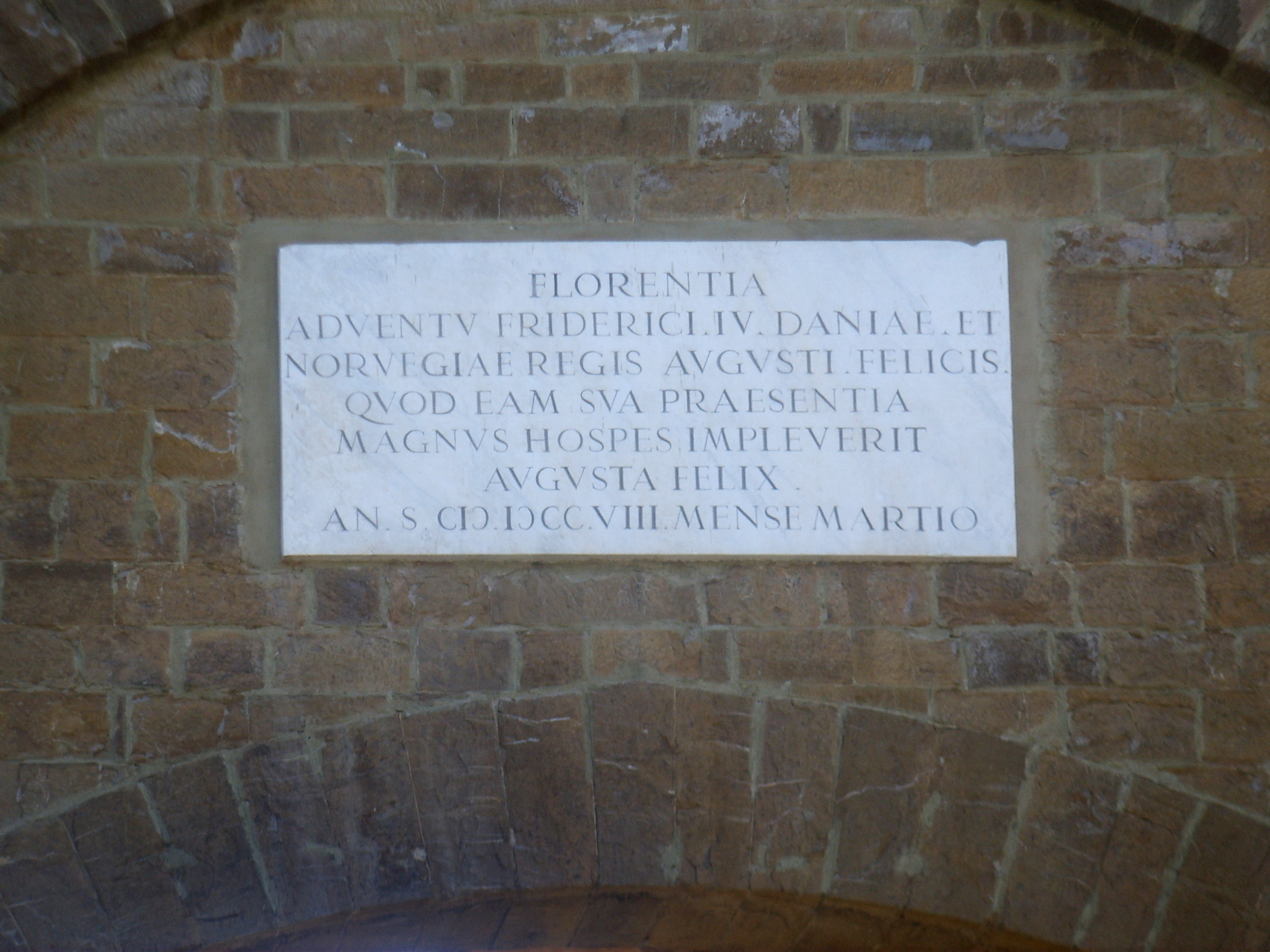
La plaque commémorant la visite du roi danois

## Articles associés
- Place de la Liberté (Florence)